# Nodaria hispanalis
Nodaria hispanalis är en fjärilsart som beskrevs av Achille Guenée 1854. Nodaria hispanalis ingår i släktet Nodaria och familjen nattflyn. Inga underarter finns listade i Catalogue of Life.